# استار لدگر
استار لدگر (انگلیسی: The Star-Ledger) بزرگ‌ترین روزنامه پر تیراژ در ایالت نیوجرسی ایالات متحده و مقر آن در نیوآرک، نیوجرسی است. این روزنامه خواهر ژورنال جرسی سیتی، تایمز ترنتون و استاتن آیلند ادونس است، که همگی متعلق به انتشارات ادونس پابلیکیشنز هستند.